# Pfarrkirche zur Heiligen Elisabeth (Elsbethen)

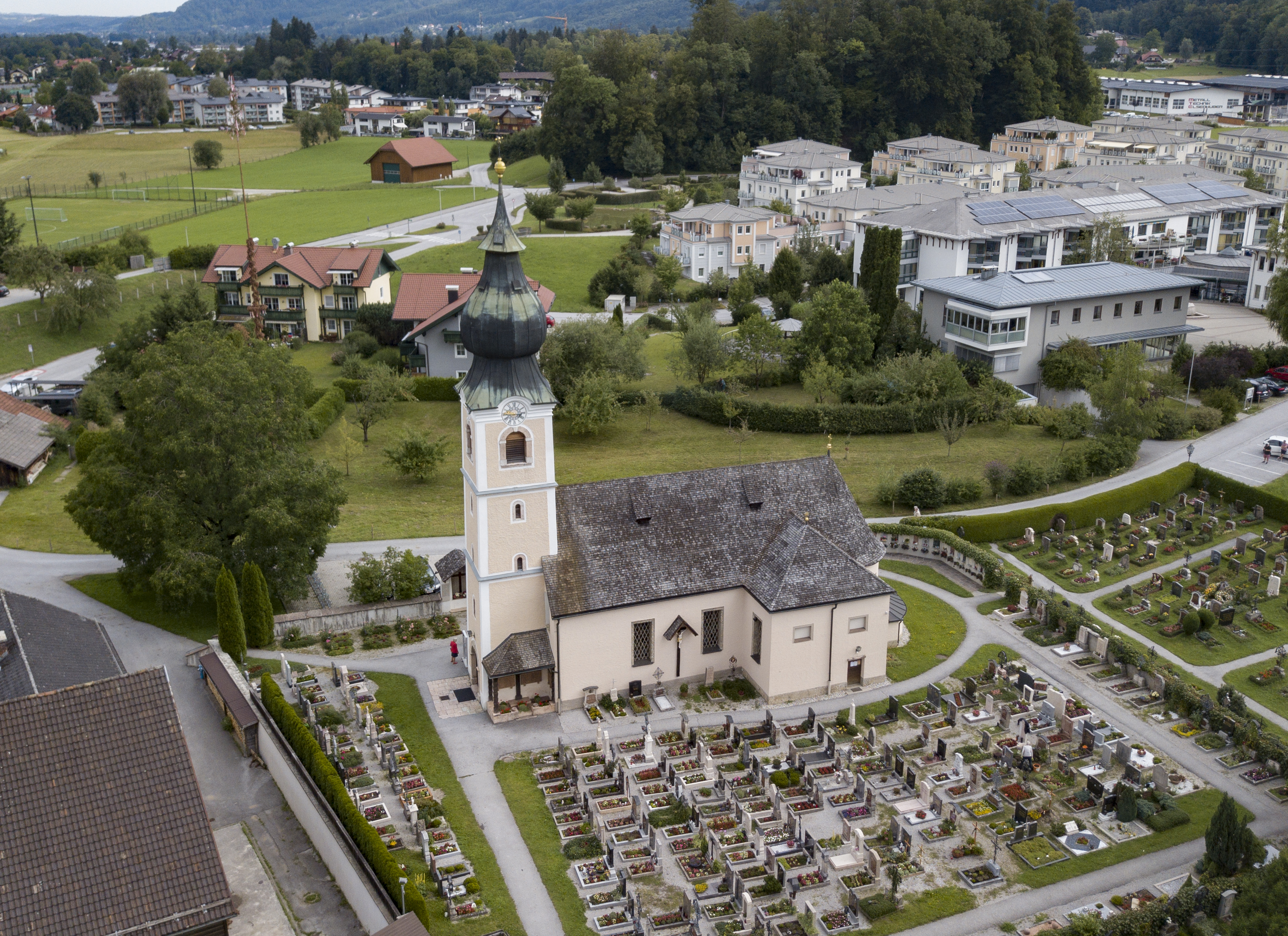
Pfarrkirche zur Heiligen Elisabeth

Die römisch-katholische Pfarrkirche zur heiligen Elisabeth steht zentral, unweit von Schloss Goldenstein, in der Gemeinde Elsbethen, einem südlichen Vorort der Stadt Salzburg in Österreich. Die Kirche steht unter Denkmalschutz (Listeneintrag).
Die Pfarrkirche ist der heiligen Elisabeth von Thüringen geweiht. Das Patroziniumsfest wird am 19. November gefeiert.

## Geschichte

### Pfarrgeschichte
Die Elisabethkirche zu Campanif wurde am 18. September 1373 zum ersten Mal urkundlich erwähnt, sie war anfangs eine Filiale der Pfarre Hallein und ab 1754 Curat-Filiale der Pfarre St. Jakob am Thurn. Seit dem Kriegsende 1945 war die Gründung als eigenständige Pfarre ins Auge gefasst worden, denn zum Seelsorgebereich gehörten auch die Insassen des Lagers Glasenbach und die 500 Einwohner der Rainerkaserne. Im Zuge der endgültigen Gründung der Pfarre Elsbethen im Jahre 1953 wurde auch ein Pfarrhof errichtet. Über das kirchliche Leben in den vergangenen Jahrhunderten geben nicht nur die aus den Jahren 1443, 1452 und 1479 erhalten gebliebenen Ablassbriefe Auskunft, sondern auch Messstiftungen, wie diejenige von 1449 durch Ulrich von Fladnitz.
Das Quellenmaterial verdeutlicht, dass, als die Elisabethkirche noch zur Pfarre Hallein bzw. zum Vikariat St. Jakob am Thurn zählte, besonders die Gutsherren von Goldenstein starke Impulse für das geistig-religiöse Leben setzten. Immer wieder bemühten sie sich, einen Priester nach Elsbethen zu bekommen, um das religiöse Leben für die Dorfbewohner zu gewährleisten. Sie bewirkten sogar, dass eine Kaplanei für die Kirche errichtet wurde.
2004 lebten im Pfarrbereich von Elsbethen, bei 5117 Einwohnern, 2930 Katholiken. Die noch junge Pfarre zählt größtenteils zum Dekanat Bergheim, Teilbereiche aber auch zum Stadtdekanat Salzburg. Die Grenze der Pfarre und die der politischen Gemeinde sind nicht identisch. Von der Gemeinde Elsbethen sind die Ortsteile Glasenbach, Vorderfager, Ober- und Hinterwinkel dem Salzburger Stadtpfarramt Aigen zuzurechnen. Diese Situation ist auf eine Gebietsvergrößerung der Gemeinde im Jahre 1938 zurückzuführen, bei der die eingegliederten Ortsteile ihre Pfarrzugehörigkeit beibehielten.

### Baugeschichte
Über die Kirche in Elsbethen, die im Spätmittelalter zur Pfarre Hallein gehörte, sind nur wenige Baudaten bekannt, die über den ursprünglichen Bau Auskunft geben. Ebenso liegen keine wissenschaftlichen Erkenntnisse einer archäologischen Bodenuntersuchung vor.
Das Gotteshaus wurde erstmals am 18. September 1373 als Kirche von Campanif urkundlich in einem Zehentvergleich zwischen dem Abt von St. Peter in Salzburg und dem Pfarrer von Hallein erwähnt. Ablassbriefe und gestiftete Wochenmessen aus dem 15. Jahrhundert belegen die Existenz eines gotischen Sakralbaus in Elsbethen. Archivalien mit Hinweisen auf Bauzustand und Ausstattung der Kirche finden sich erst in der zweiten Hälfte des 16. Jahrhunderts wieder.
Eine zweite Bauphase von 1560 bis 1617 sah, obwohl auch von einer Erbauung des Kirchengebäudes die Rede ist, eine weitgehende Bestandserhaltung vor. Im zweiten Jahrzehnt des 16. Jahrhunderts wurde, neben den laufenden Sanierungsarbeiten, im Jahr 1616 schließlich ein neuer Altar angeschafft und ein Jahr später ein Oratorium errichtet.
Die dritte Bauphase setzte 1677 mit der Neuordnung der Sakristeifenster und Arbeiten am Turmhelm ein und brachte mit der Außen- und Innenumgestaltung der Kirche zwischen den Jahren 1698 und 1706 bedeutende Veränderungen. So wurde, gemäß der Bauart in der Barockzeit, der Eingang nach hinten verlegt. Die Seitenaltäre wurden symmetrisch im Altarraum angeordnet, die Sakristei vergrößert, der Triumphbogen abgetragen, Gestühlsblöcke errichtet, ein Marmorboden mit zwei Chorantrittstufen verlegt und, nach der Errichtung einer neuen Gewölbekonstruktion, eine der Barockzeit entsprechende Innenraumgestaltung mit Wandpfeilervorlagen und Stuckdekorationen ausgeführt.
Die vierte und zugleich letzte größere Veränderung setzte 1777 mit den Planungen für einen neuen Westturm durch Wolfgang Hagenauer ein. Sein Entwurf eines vorgebauten Turmes wurde, allerdings in abgeänderter Form, 1781/82 ausgeführt. Im Kircheninneren fand 1785 eine Adaptierung im spätbarocken Stil statt, die weitgehend erhalten ist und das heutige Erscheinungsbild der Pfarrkirche prägt.

## Baubeschreibung

### Der Kirchenbau
Die Kirche von Elsbethen ist ein einschiffiger, langgestreckter Bau mit Rundapsis und halbkreisförmigem, niedrigem Umgang. Langhaus und Chor sind gleich hoch und mit Lärchenschindeln einheitlich gedeckt. Symmetrische Anbauten befinden sich im Norden und Süden des Chores, wo die zweigeschoßige Sakristei untergebracht ist.
Im Westen ist der Dreieicksgiebelfront ein dreigeschoßiger Turm vorgebaut, beidseits des Turmes befindet sich ein niedriger Anbau. Der Turm ist durch das Eingangsportal, Gesimse, rundbogige Schallfenster und das runde Zifferblatt strukturiert. Bekrönt wird er durch einen Zwiebelhelm mit aufgesetztem Zeltdach. Der Haupteingang im Westen führt durch das mit S. 1781 G. bezeichnete marmorne Rundbogenportal in das kreuzgratgewölbte Turmerdgeschoß.

### Interieur

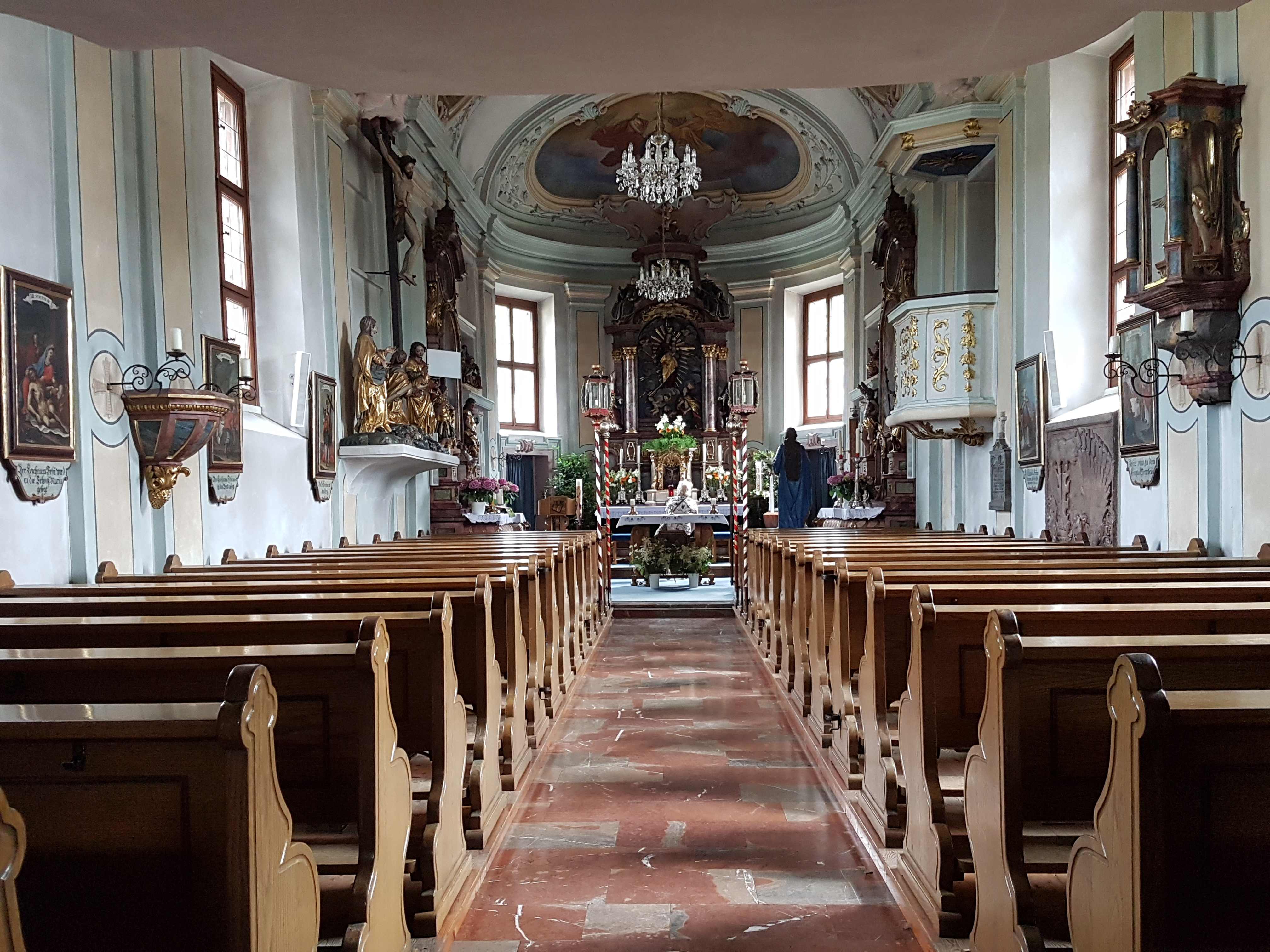
Innenansicht

Der einschiffige Innenraum ist tonnengewölbt und im Osten abgerundet. Pilaster und ein umlaufendes, profiliertes, verkröpftes Gesims gliedern die Wände. Das Tonnengewölbe wird durch Gurtbögen in Felder untergliedert, die zum Teil mit gefassten Stuckaturen und Kartuschen versehen sind.
Josef Rattensperger malte in der zweiten Hälfte des 19. Jahrhunderts die Deckengemälde, die sich inhaltlich auf den Altar beziehen. Im Chor ist die Krönung Mariens dargestellt, im Langhaus drei Szenen aus dem Leben der hl. Elisabeth von Thüringen (Elisabeth pflegt einen Kranken, verteilt Almosen an Arme und wird von der Wartburg vertrieben).
Die Orgelempore mit der in der Mitte ausschwingenden Brüstung ist mit Stuckaturen um 1700 verziert, seitlich befinden sich Akanthusranken. In der Mittelkartusche findet sich die hl. Cäcilia mit musizierenden Putten in Stuck modelliert und polychromiert.
Die Holzaltäre stammen aus dem beginnenden 18. Jahrhundert. Sie sind gefasst und einige Zierate auch vergoldet. Der Hauptaltar mit Säulen und Pilastern, hoher zweizoniger goldverzierter Sockelzone und einfacher Mensa, zeigt in der Rundbogennische, die in die Gebälkzone hineinreicht, die Figuren hl. Maria mit Kind im Strahlenkranz. Sie ist umgeben von auf Wolken schwebenden Engeln, zu ihren Füßen kniet die hl. Elisabeth, ausgestattet mit ihren Attributen, Krone und Kanne, und links von ihr kniet ein Bettler. Den Abschluss der Rundbogennische bildet eine vergoldete Kartusche mit der Inschrift Maria Mater Gratiae (Maria, Mutter der Gnade). Die Figurengruppe wird flankiert von den Heiligen Ulrich und Ägidius, auf Konsolen stehend, die durch Voluten gebildet werden. Auf der Mensa steht ein Tabernakel von 1761. Im Auszug des Hochaltars befindet sich in einer Nische Gottvater, der von den heiligen Leonhard und Placidus flankiert wird. Bekrönt wird der Hochaltar von einem Engel, der ein Kreuz hält.
Die Seitenaltäre zeigen den gleichen einfachen Aufbau – Altargemälde, links und rechts davon Heiligenstatuen, ein querovales Oberbild. Hauptteil und Auszug sich durch vergoldete s-förmige Akanthusranken verbunden. Alle Gemälde (Öl auf Leinwand) schuf Matthias Siller. Das Bild am rechten Seitenaltar ist links unten mit J.M.Siler f. 1771 signiert und datiert. Das Thema der Stigmatisierung des hl. Franziskus und die Darstellung des hl. Raimund im Oberbild finden sich als Gemälde im linken Seitenaltar wieder. Die seitlichen Figuren stellen die heiligen Achatius und Florian dar. Am rechten Seitenaltar ist das Bild des hl. Antonius von Padua zu sehen, flankiert von den heiligen Sebastian und Rochus. Das Oberbild schildert die Stigmatisierung der hl. Katharina von Siena. Das Gemälde des hl. Joseph auf der Altarmensa stammt ebenfalls aus dem 18. Jahrhundert.
Die an der nördlichen Langhauswand angebrachte Kreuzigungsgruppe mit den gefassten Figuren der Heiligen Maria, Johannes und Magdalena, die mit dem Namen des Bildhauers Hans Waldburger in Verbindung gebracht wird.
Dieser Figurengruppe gegenüber ist die Kanzel aus der Zeit um 1700 angeordnet. Die halbachteckige Brüstung ist mit vergoldeten Stuckranken verziert, der Ablauf mit vergoldeten Akanthusblättern. Den Schalldeckel bekrönt ein Trompete blasender Putto, der auf einer Wolke sitzt.
An der südlichen Langhauswand befindet sich der Grabstein von Sebastian Pflügel mit der Jahreszahl 1562, ein Wappenstein aus dem 15. Jahrhundert und eine Statuette, Christus an der Geißelsäule, in einem barocken Gehäuse aus dem 18. Jahrhundert. Zur Ausstattung der Kirche gehören noch zwei kleine Figurengruppen aus dem 18. Jahrhundert, die in einer Nische oberhalb der Sakristeitüren aufgestellt sind: Eine Pietà mit dem hl. Johannes und drei Frauen in der linken und die hl. Sippe in der rechten Nische.
Franz Christoph Mayerhofer malte die 15 Kreuzwegbilder im Jahre 1736 mit dem zusätzlichen Bild der hl. Elisabeth (mit der Unterschrift „H.Elisabetha Kirchen patteronin Bitt vor unß, aufgerichtt im Jahre 1736“). Aus dem 19. Jahrhundert stammt die auf einer Konsole stehende Immaculata an der linken Langhauswand. Der Volksaltar und das Lesepult sind Arbeiten des 20. Jahrhunderts.
Die Orgel ist ein Werk von Ludwig Mooser aus dem Jahre 1844.